# Die dunkle Seite des Mondes (Film)
Die dunkle Seite des Mondes ist ein Spielfilm von Stephan Rick aus dem Jahr 2015 mit Moritz Bleibtreu und Jürgen Prochnow in den Hauptrollen. Er verfilmt den Bestsellerroman Die dunkle Seite des Mondes von Martin Suter. Der Film kam am 14. Januar 2016 in die Kinos und erschien am 24. Juni des Jahres auf DVD.
Der erfolgreiche und skrupellose Frankfurter Wirtschaftsanwalt Urs Blank wird aus der Bahn geworfen und wird ungewollt zum Mörder.

## Handlung
Urs Blank ist ein erfolgreicher Wirtschaftsanwalt in Frankfurt am Main. Bei seinem aktuellen Projekt hat er die Übernahme einer Pharmafirma für einen Konzern juristisch ausgearbeitet. Dem Vertragspartner, Dr. Fluri, bleibt am Ende keine andere Wahl, als den Vertrag zu unterzeichnen, obwohl er durch die von Blank eingearbeitete Haftungsklausel ruiniert ist. Um dem Anwalt seine Skrupellosigkeit deutlich zu machen, erschießt sich Fluri vor Blanks Augen. Blank nimmt dieser Vorfall stark mit. Er packt seine Sachen und will nichts mehr mit der Angelegenheit zu tun haben. Pius Ott, sein Auftraggeber, versucht ihn aufzuhalten. Er macht ihm deutlich, dass diese Klausel im Gegenzug ihn und seinen Konzern vor einem millionenschweren Verlust bewahrt und er damit viele Arbeitsplätze gerettet habe. Er fordert Blank auf, weiter für ihn zu arbeiten und die Fusion zum Abschluss zu bringen. Blank ist jedoch unschlüssig, sucht Ruhe und Besinnung bei einem Waldspaziergang. 
In dieser Situation lernt der verheiratete Blank die junge Lucille kennen und ist von deren alternativem Lebensstil fasziniert. Nach einer Party verbringt er die Nacht mit ihr und lässt sich zu einem halluzinogenen Pilztrip überreden. Dazu bringt sie ihn zu Joe Gasser, der in seiner abgelegenen Waldhütte regelmäßig Drogenpartys veranstaltet. Für Blank hat dies jedoch schwere Folgen. Zunächst verändert sich seine Wahrnehmung, und Irrlichter führen ihn in den Wald hinaus. Lucille muss ihn suchen und zurückholen. Für sie verlässt er am nächsten Tag seine Frau und zieht bei ihr ein. Damit ist seine Veränderung jedoch noch nicht beendet, er spürt, dass er aggressiver wird. Zunächst tötet er heimlich Lucilles Katze, als diese ihn beim Frühstück stört. Auch in der Anwaltskanzlei wird sein Ton rauer. Pius Ott nimmt dies erstaunt zur Kenntnis und lädt Blank zur Jagd ein. Auf der Rückfahrt lässt Blank sich von einem Autofahrer provozieren, sodass es zu einem Unfall kommt, er aber nicht hilft, sondern den Unfallort verlässt. Er vermutet, dass sein Zustand mit den Drogenpilzen zusammenhängt, denn anders kann er es sich nicht erklären, dass er jetzt Dinge tut, die er sonst nie machen würde. Er kontaktiert einen befreundeten Arzt, der nach eingehender Untersuchung keine Auffälligkeiten feststellen kann. Er bestätigt allerdings Blanks Vermutung, dass seine Verhaltensveränderungen mit dem Pilzkonsum zusammenhängen könnten. Um für ihn ein Gegenmittel herstellen zu können, benötigt er den Pilz, der bei Blank diese Wirkung hervorgerufen hat.
Daraufhin sucht Blank Joe Gasser auf, doch die Situation eskaliert nach kurzer Zeit, und Blank erwürgt den Mann. Entsetzt über seine Tat, versucht er Gasser wiederzubeleben und flüchtet sich zu Lucille. Aber auch mit ihr streitet er sich, und sie wirft ihn aus ihrer Wohnung. Besessen davon, den Pilz zu finden, bei dem es sich um das Safrangelbe Samthäubchen handeln soll, nimmt er sich ein Zimmer in einer Pension und zieht Tag für Tag in den Wald. Seine Arbeit vernachlässigt er immer mehr und beschäftigt sich auch hier fast ausschließlich nur mit Pilzen. Allerdings fällt ihm bei der Suche nach Fachliteratur zufällig eine medizinische Studie in die Hände, die beweist, dass das Medikament, das Dr. Fluri entwickelt hatte und das jetzt Pius Ott auf den Markt bringen will, massive schädliche Nebenwirkungen hat. Daraufhin will er die Fusion verhindern. Sein Mandant Pius Ott geht nun allerdings zum Gegenschlag über, denn er war Zeuge von Blanks Fahrerflucht und hat auch Beweise, sodass er ihn nun erpressen kann.
Blank gelingt es nach tagelanger Suche, den Pilz zu finden. Die Analyse seines Arztes ist jedoch ernüchternd, denn er kann keinerlei halluzinogene Stoffe darin nachweisen. So muss Blank erkennen, dass der Pilztrip nur der Auslöser dafür war, dass er nun zum instinktgetriebenen und aggressiven Mörder wurde. Inzwischen wird Blank bereits von der Polizei gesucht, die ihn zum Kreis der Verdächtigen im Mordfall Gasser zählt. Um den Nachstellungen zu entgehen, versucht er sich das Leben zu nehmen und springt deshalb von einer Brücke in einen Fluss. In einem Abschiedsbrief gesteht er seine Mitschuld an dem Autounfall ein sowie den Mord an Gasser. Wider Erwarten überlebt Blank den Sprung ins kalte Wasser. Verzweifelt zieht er sich in den Wald zurück. Pius Ott zweifelt an Blanks Tod, da dessen Leiche nicht gefunden wurde, und will sichergehen, dass ihm dieser nicht im letzten Moment die Fusion vereitelt. Mit seinem Jagdgewehr begibt er sich in den Wald, wo er vermutet, dass Blank sich versteckt hält. Als sein Jagdhund Blanks Witterung aufnimmt, schießt Ott sofort auf den Flüchtenden, den er im dichten Herbstnebel jedoch nicht sehen kann und daher mehrfach schießen muss. Blank provoziert einen Zweikampf, bei dem er Ott hätte töten können, da er sich jedoch beherrscht, wird er am Ende von Ott erschossen.

## Rezeption

### Kritiken
Tilmann P. Gangloff wertete für die evangelisch.de: Der Film „hat faszinierende spätherbstliche Waldaufnahmen zu bieten.“ „Trotzdem lebt der Psychothriller vor allem vom Charisma des Hauptdarstellers. Moritz Bleibtreu verkörpert den Wandel vom karrierefixierten, aber keineswegs unsympathischen Anwalt zu einem instinktgesteuerten Wesen ungemein glaubwürdig und gleichzeitig bewegend: Nach jedem Ausraster ist Blank entsetzt über seine archaisch anmutende Gnadenlosigkeit.“
Für die FAZ schrieb Kai Spanke: „Der ARD-Film ‚Die dunkle Seite des Mondes‘ zeichnet nach, wie ein Mann zur Bestie wird – Schwarzweißmalerei und Buzzword-Bingo inklusive.“ „Als Mark Twain sagte, jeder sei ein Mond und habe eine dunkle Seite, die er niemandem zeige, hat er die Rechnung ohne Urs Blank gemacht. Der nämlich macht aus seinen stockdunklen Facetten keinen Hehl, er flucht in Tourette-Manier, schlägt zu und tötet – immer eine Spur zu nah am „Overacting“. Bleibtreu lässt die Kiefer mahlen, Lippen flattern, und Augen starren. Alles zu intensiv, um als kunstgerecht durchzugehen, jedoch genau richtig, um die nicht versiegende Kraftquelle der Handlung zu bilden. Neben diesem Psychogramm der Hauptfigur bleibt der Wirtschaftskrimi, der auch Teil der Geschichte ist, nur eine Fußnote.“
Kaspar Heinrich urteilte für Spiegel online: „Es ist der uralte Gegensatz zwischen wilder Natur und gezähmtem Menschen, der im Zentrum von Stephan Ricks zweitem Langfilm steht.“ „Bei aller Spannung, die ‚Die dunkle Seite des Mondes‘ zwischen glaubhaft inszeniertem Drogentrip und packendem Pharmakrimi entfacht, rückt allerdings eine andere, entscheidende Ebene der Buchvorlage zu weit in den Hintergrund: der endgültige Rückzug des Staranwalts in die Natur, sein wochenlanger Überlebenskampf in der Einsamkeit des Waldes - und damit auch die Flucht aus der kapitalistischen Leistungsgesellschaft.“
Rainer Gansera von der SZ sah das ähnlich und meinte: „Diese Paranoia, darstellerisch packend gestaltet, wird zur erzählerischen Enttäuschung. Denn sie überschwemmt und erstickt alle Gesellschaftskritik der Geschichte oder lässt von ihr nur zeichenhafte Kürzel übrig. So geschieht es auch mit dem eingeflochtenen Wirtschaftskrimi. Er wird mystisch überhöht, ausstaffiert mit Drohbildern eines schwarzen Wolfes, verhäkelt mit einem Duell, das Blank gegen seinen diabolischen Mentor und Förderer Pius Ott (Jürgen Prochnow) auszufechten hat.“
Für die Ruhr Nachrichten war Die dunkle Seite des Mondes „ein rasanter Film im düsteren Outfit, der dem Zuschauer nicht eine Minute Ruhe“ gönne. Vor allem Moritz Bleibtreu und Jürgen Prochnow seien beeindruckend. Auch sonst sei der Film gut besetzt.

### Auszeichnungen und Festivals
Die dunkle Seite des Mondes hatte am 27. September 2015 beim Zurich Film Festival Premiere und war beim Filmfest Hamburg 2015 für den Art Cinema Award und den Hamburger Produzentenpreis für Europäische Kino-Koproduktionen nominiert. Zudem wurde der Film in die Vorauswahl zum Deutschen Filmpreis 2016 in der Kategorie „Bester Spielfilm“ aufgenommen. Die Deutsche Film- und Medienbewertung (FBW) verlieh ihm das Prädikat „Besonders wertvoll“. Stephan Rick erhielt 2016 eine Nominierung für den Deutschen Regiepreis Metropolis in der Kategorie „Beste Regie Kinofilm“. Beim Jupiter 2017 war der Film in den Kategorien „Bester deutscher Film“ und „Bester deutscher Schauspieler“ (Moritz Bleibtreu) nominiert.